# Bult (Bodenerhebung)

Horste (Bulte) der Steifen Segge im Białowieża-Nationalpark (Polen)

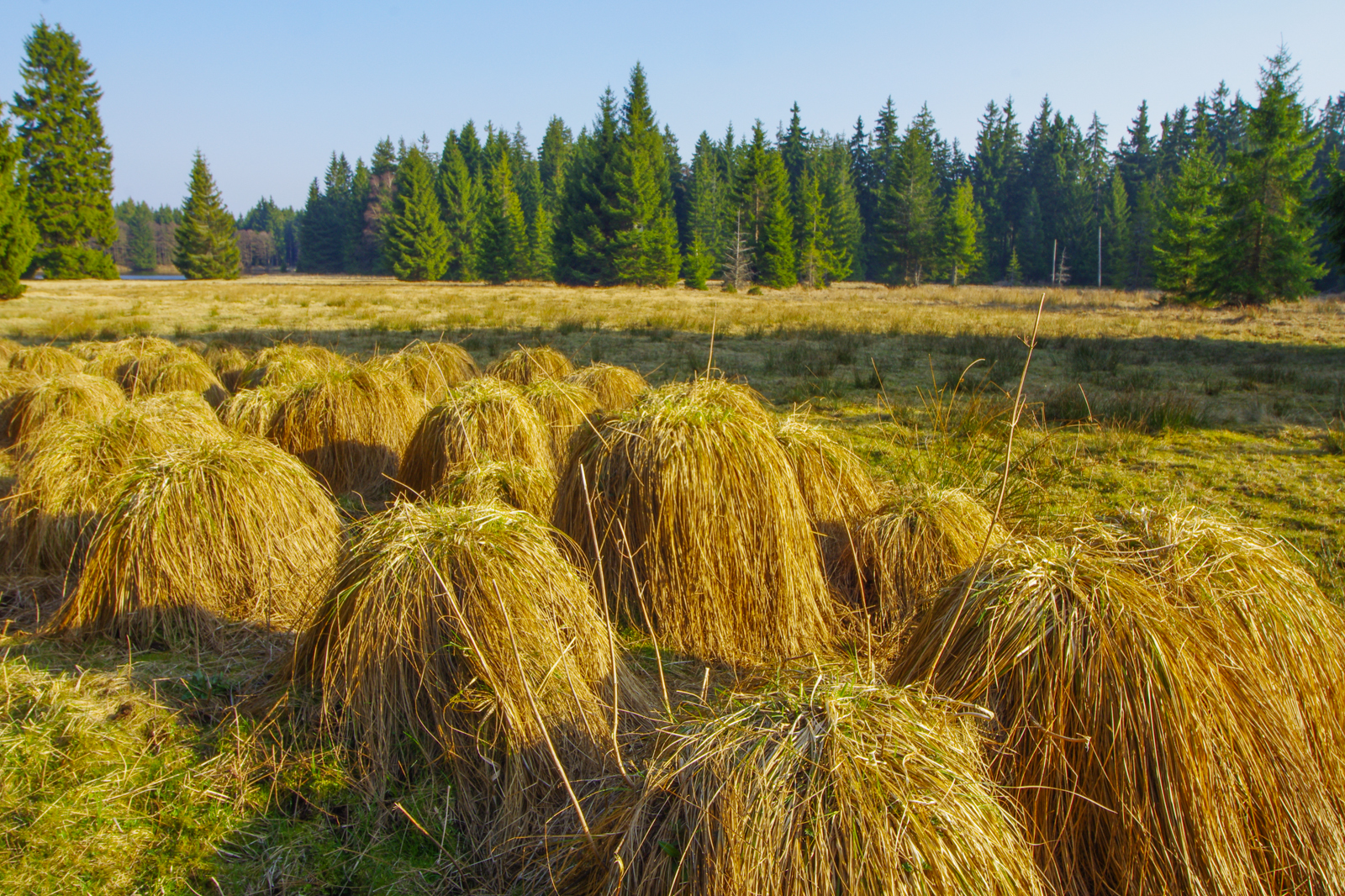
Horste (Bulte) im Nationalen Naturreservat Kladské rašeliny (Glatzener Moor, Tschechien)

Bult (andere Form: Bülte) ist eine Bezeichnung für eine mit Gräsern oder Moos bewachsene Bodenerhebung in Mooren oder sumpfigem Gelände.

## Namenkunde
Das Wort ist niederdeutschen Ursprungs und bezeichnet in historischen Sprachstufen auch allgemein ‚Hügel‘ und ‚Haufen‘.
Varianten:
- der Bult, Mehrzahl Bülte oder Bulten[1]
- der Bulte (alte Nebenform laut Grimms Wörterbuch)[2]
- die Bülte, Mehrzahl Bülten[3]

## Als Landform
- erhöhte Kuppen aus Torf und Torfmoosen in den zentralen Bereichen aufgewölbter Regenmoore und in Zwischenmooren; siehe Bult-Schlenken-Komplex
- schilfbewachsene Inseln bzw. Untiefen, z. B. im Pommerschen, hier Bülten genannt

Andere Worte ähnlicher Bedeutung:
- Werder, im ganzen deutschen Sprachgebiet, als Wörth bis an die südöstlichen Grenzen verbreitet
- Horst, nord- und mitteldeutsch
- Donk, der entsprechende Begriff am Niederrhein
- Kaupe, Talsandinsel im Spreewald

## Als vegetative Form
- Horste von Süß- und Sauergräsern (Horstgräser)
- die von der Schwarzerle (Alnus glutinosa) gebildeten erhöhten Wurzelstöcke in Bruchwäldern

## Orts- und Flurnamensbeispiele
Das Wort als Bestandteil von Ortsnamen ist ein typischer Name der Moorbesiedlung.
- Bult, Stadtteil von Hannover, daher auch Name der dortigen Pferderennbahn: Große Bult, jetzt Neue Bult in Langenhagen
- Bülten, Ortsteile von Ilsede
- Bült/Altstadt, Teil der Altstadt von Münster, die sich auf einer kleinen Anhöhe befindet. Auch eine Bushaltestelle trägt diesen Namen.

Weitere topografische Objekte:
- Borner Bülten, Jägerbülten, Kleiner Bülten, Meininger Bülten, Neuendorfer Bülten, Schmidt-Bülten Inseln im Bodstedter und Saaler Bodden, in der Darß-Zingster Boddenkette im Nationalpark Vorpommersche Boddenlandschaft